# Морис (окръг, Тексас)
Вижте пояснителната страница за други значения на Морис.
Окръг Морис (на английски: Morris County) е окръг в щата Тексас, Съединени американски щати. Площта му е 671 km², а населението - 13 048 души (2000). Административен център е град Дейнджърфийлд.